# Vitaliano Visconti
Vitaliano Visconti (Milão, 21 de janeiro de 1618 - Monreale, 7 de setembro de 1671) foi um cardeal do século XVIII

## Biografia
Nasceu em Milão em 21 de janeiro de 1618. Filho do Conde Fabio Visconti e Bianca Spinola, nobre de Gênova. Estudou na Universidade de Bolonha, obtendo o doutorado em direito.
Membro do Colégio dos Jurisconsultos de Milão, 1644. Ingressou no estado eclesiástico e mudou-se para Roma. Governador das cidades de Fano, Spoleto, Viterbo e Perugia. Enviado do Papa Alexandre VII para trazer o fascie ao Infante de Espanha, primeiro filho do Rei Felipe IV. Auditor do Tribunal da Sagrada Rota Romana, 1660. Auditor de causas do Palácio Apostólico. Acompanhou o cardeal Flavio Chigi em sua legação a latere a Paris como datário da missão.
Eleito arcebispo titular de Éfeso pelo Papa Alexandre VII, com dispensa por ainda não ter recebido o presbitério, em 11 de agosto de 1664. Nomeado Núncio na Espanha, 16 de agosto de 1664.
Criado cardeal e reservado in pectore no consistório de 15 de fevereiro de 1666; publicado no consistório de 7 de março de 1667. Não participou do conclave de 1667, que elegeu o Papa Clemente IX. Recebeu o gorro vermelho e o título de S. Agnese fuori le mura, em 18 de março de 1669. Participou do conclave de 1669-1670, que elegeu o Papa Clemente X. Transferido para a sé metropolitana de Monreale, em 2 de junho de 1670.
Morreu em Monreale em 7 de setembro de 1671. Exposto e enterrado na catedral de Monreale.